# تلمبه حاج عبدالله سلحشوری
تلمبه حاج عبدالله سلحشوری یک منطقهٔ مسکونی در ایران است که در دهستان تنگ نارک واقع شده‌است.